# Heliura flava
Heliura flava är en fjärilsart som beskrevs av Paul Dognin 1910. Heliura flava ingår i släktet Heliura och familjen björnspinnare. Inga underarter finns listade i Catalogue of Life.